# علوم دقيقة

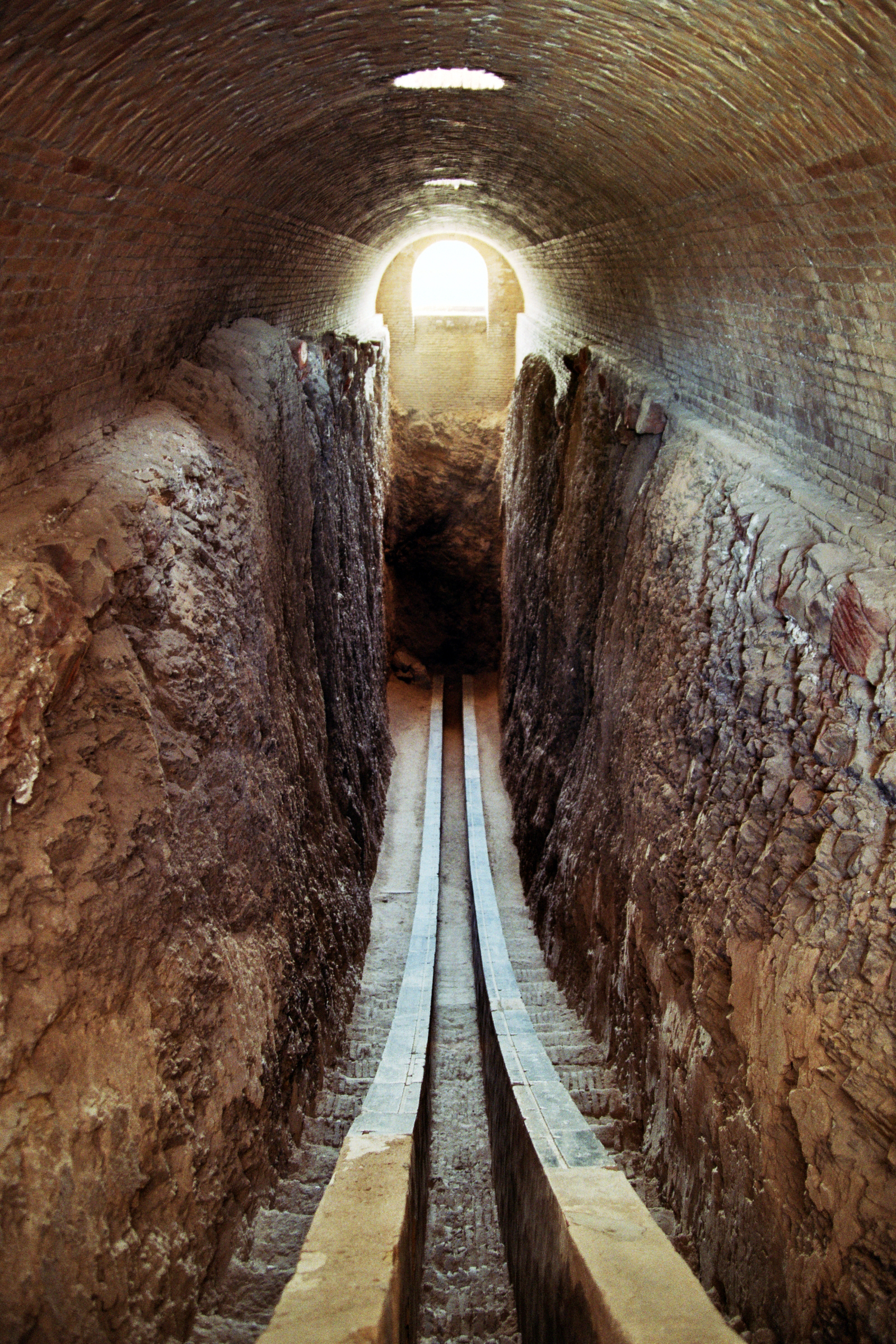

العلم الدقيق هو أي حقل من حقول العلم قادر على التعبير الكمي الدقيق أو التنبؤ الدقيق ببعض من الظواهر الكونية باستعمال أساليب سلسة وممكن تحقيقها في طرح الفرضيات وتفسيرها، خصوصاً التجارب التي تتنبأ بتنبؤات قابلة للقياس الكمي. في ضوء هذا التعريف يمكن اعتبار الرياضيات والفيزياء من العلوم الدقيقة.